# دریای نیمروزی

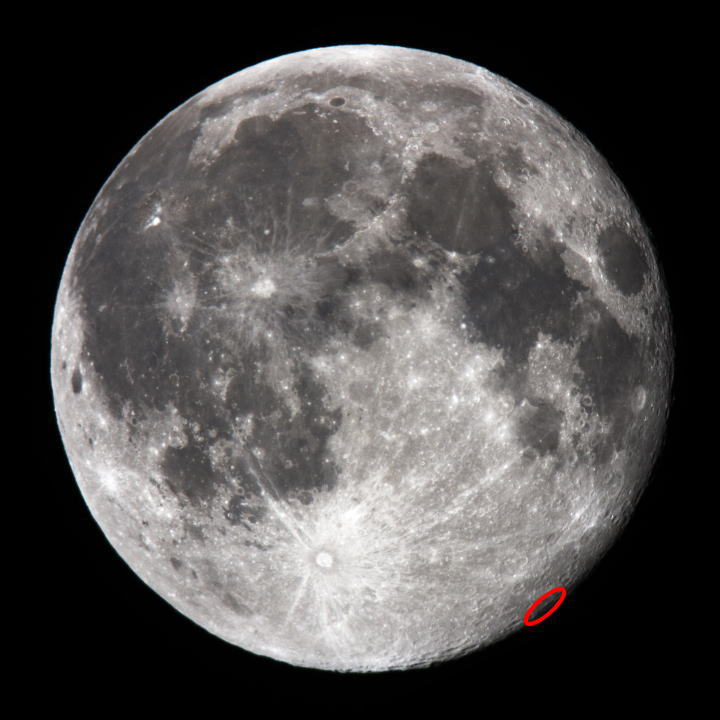
محل دریای نیمروزی در کرهٔ ماه.

دریای نیمروزی (انگلیسی: Mare Australe) یکی از دریاوارهای سطح کره ماه است که در مرز بین سمت پنهان و سمت پیدای ماه قرار گرفته‌است. دریای نیمروزی در نیم‌کره جنوب شرق ماه واقع شده و ۶۰۳ متر قطر دارد. مختصات ماه‌نگاشتی این دریاوار °۳۸٫۹ جنوبی و °۹۳٫۰ شرقی است و نیمه شرقی آن در سمت پنهان ماه قرار گرفته‌است؛ این نیمه گاه به هنگام رخ‌گردی ماه به‌طور کامل قابل مشاهده می‌شود.
در کف این دریاوار خطوط بازالتی آتشفشانی نرم و تیره دیده می‌شود. حوضه نیمروزی در دوره پیشاشَهدی (Pre-Nectarian) تشکیل شده اما مواد داخل دریاوار در دور رگباری بالا (Upper Imbrian) شکل گرفته اشت.
دریای نیمروزی برخلاف بیشتر دریاوارهای ماه سطحی ناهموار دارد که چندین دهانه برخوردی نیز در آن دیده می‌شوند.